# Перший Християнський цвинтар (Одеса)
Перший Християнський цвинтар (Старий Християнський цвинтар) — комплекс кладовищ у місті Одесі. Виник у перші роки заснування міста. Поховання на кладовищі проводилися до другої половини 1880-х років, потім були заборонені через відсутність місця; видатних особистостей, і найближчих родичів вже похованих хоронили за спеціальним дозволом аж до знищення цвинтаря в період з 1929 до 1934 року. На кладовищі було поховано близько 200 тисяч осіб, включаючи засновників і перших жителів Одеси.

За спогадами свідка, в один із днів на початку 1930-х років, всі входи на кладовищі було перекрито співробітниками НКВС. На самому кладовищі спеціальні працівники витягували труни з фамільних склепів, розкривали їх (багато з них були частково заскленими), витягували зброю, нагороди, коштовності. Всі вилучені цінності реєстрували і вкладали в мішки. Якщо труни були металеві, то вони теж вивозилися, як металобрухт, а останки з них висипали на землю. Таким чином прах багатьох похованих був просто розсипаний на поверхні землі.
|                                            | Тут похована вся одеська знать, першобудівники Міста і Порта. Тут ... нікому невідомо де, лежить брат Пушкіна Лев Сергійович. Лежать, позбавлені надгробків і епітафій, суворівські генерали і герої дванадцятого року, герої Шипки і Першої світової війни ... всіх російських орденів кавалери від Св. Анни 4 ст. до Св. Андрія Первозванного (з бантами, діамантами, короною і без); рядові, корнети (Фендрик) і багнет-юнкери, унтер-лейтенанти, прапорщики і поручики, осавули і сотники, ротмістри і капітани, полковники і генерал-майори, загиблі в бою, а також померлі в госпіталях від ран воїни всіх цих незліченних битв Росії. І цивільні городяни ... видатні вчені Росії - професори й академіки, доктори богослов'я та фізики, математики та психології, права та зоології, медицини і механіки, філології мистецтв, а також чистої математики; ректори Новоросійського університету (сім) і директори Рішельєвського ліцею; друзі і вороги А. С. Пушкіна ...; негоціанти і купці; барони, графи і князі; таємні радники і патологоанатоми; археологи і нумізмати; консули і власники корабельних контор; градоначальники (четверо) і міські голови; російські дипломати; архітектори, що будували Місто; артисти і директори театрів; літератори і художники; і композитори ... і багато серед них ... потомствені і почесні громадяни міста. |
| — Дорошенко А. В. Переправа через Стікс[1] | |

У 1937 році на частині території кладовища було відкрито «Парк культури і відпочинку ім. Ілліча», з танцмайданчиком, тиром, кімнатою сміху та іншими атракціонами, а потім його територію зайняв зоопарк. Тепер «Парк Преображенський». 

## Архітектура
Близькість Греції та Італії і переважання в перші роки існування Одеси в населенні міста представників цих народів послужили тому, що одеські кладовища стали прикрашатися мармуровими пам'ятниками. Кладовище становило ліс найрізноманітніших пам'ятників з бронзи, граніту, білого, сірого, каррарського та чорного мармуру, серед яких було дуже багато дорогих і оригінальних робіт. Можна було зустріти навіть цілі каплиці білого мармуру. Крім мармуру широко використовувався граніт. Входи на кладовищі з боку вулиць Мечникова та Новощепний ряд були обладнані воротами з арками та хвіртками.
Особливою витонченістю відрізнялися надгробки над склепами члена комерційної ради та португальського консула в Одесі графа Жака Порро, старшини міщанського стану в Одеському міському громадському управлінні, купця ІІ гільдії, міського голови А. Н. Пашкова, сімей Анатра, Бірюкова, Потоцьких, Завадського, Кешку (батька сербської королеви Наталії), Родоконакі, Маврокордато, Драгутина, Ралі. Навіть в переліку цих прізвищ помітна явна багатонаціональність Одеси. З лівого боку за церквою розташована могила Фонвізіна, надгробок якої було виконано у вигляді гігантського розміру чавунного хреста з бронзовим розп'яттям. На 12-му кварталі розташовувався великий кам'яний пам'ятник, що носить назву «Софія». Належність пам'ятника до кінця XIX вже була забута, але пам'ятник набув зловісної популярності — по його кутах були розставлені порожні пляшки, які у вітряну погоду видавали «цілий оркестр» звуків, які лякали відвідувачів.

## Історія

### Часи Російської Імперії

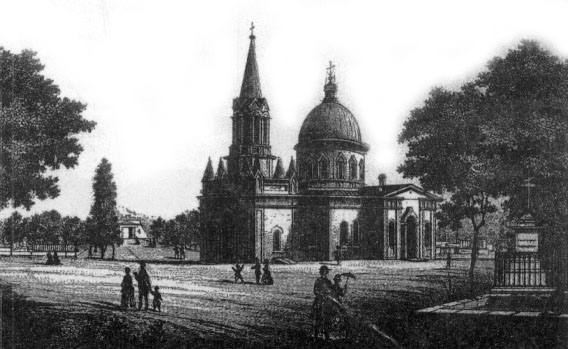
Всіхсвятський храм. Літографія другої половини XIX століття

Старі міські кладовища, розділені за віросповіданням покійного — християнське, юдейське (перші поховання на єврейському комплексі кладовища датувалися 1792 роком), караїмський, магометанське і окремі ділянки поховання самогубців, загиблих від чуми і військових — з'явилися в Одесі в період її зародження в самому кінці Преображенської вулиці. З часом територія цих кладовищ злилася воєдино і це кладовище стали називати Старим або Першим цвинтарем Одеси. Вважається, що перше захоронення на цвинтарі було зроблено у 1790 році, коли помер І. С. Рібоп'єр.
За роки свого існування кладовище постійно розширювалося, досягнувши до початку ХХ століття площі в 34 гектари, стало займати територію між вулицями Мечникова та Ново-щепним рядом, провулками Високим і Трамвайним, а також «Чумну гору», що утворилася уздовж вулиці Водопровідної. Спочатку кладовище було обкопане ровом, а згодом обнесено кам'яною стіною. 25 серпня 1820 відбулося освячення цвинтарного православного храму в імені Всіх Святих, будівництво якого було розпочато в 1816 році. У 1829 році була споруджена богадільня, заснування якої було покладено внеском вдови одного з перших міських голів і багатого купця Олени Кленової, в 6 тисяч рублів. На її честь одне з відділень іменувалося Єленінським. Богадільня була побудована недалеко від храму. Пізніше, вже на кошти Григорій Маразлі і за проектом архітектора Олександр Бернардацці, було споруджено нову будівлю богадільні (за адресою вулиця Мечникова, будинок 53), а в 1888 році за проектом архітектора Ю. М. Дмитренко за адресою вулиця Новощепний ряд будинок 23 було споруджено будинок дитячого притулку.

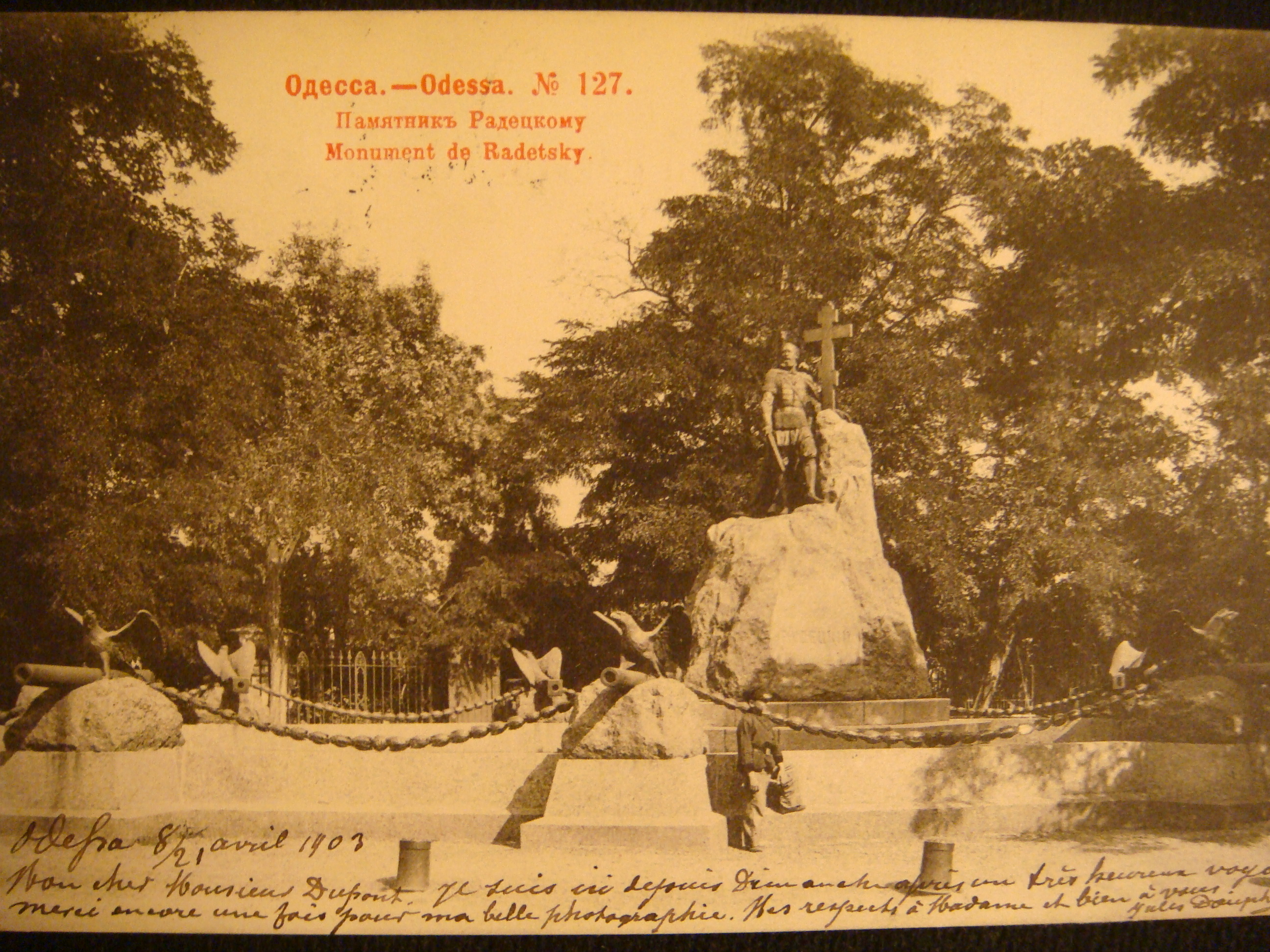
Монумент Федіру Радецькому. Стара листівка.

У березні 1840 відбулися торги на передачу в підряд копання могил на кладовищі. З 5 червня 1840 року була встановлена така плата: для дворян, чиновників, купців та іноземців — влітку 1 рубль 20 копійок сріблом; взимку — 1 рубль 70 копійок; для дітей зазначених станів — 60 і 80 копійок відповідно; міщани та інші звання — 50 і 75 копійок, а їхні діти — 40 і 50 копійок відповідно. З бідних плата не стягувалася. У наступний період існування кладовища ця плата кілька разів підвищувалася.
До 1841 роки за порядком на кладовищі стежило кілька організацій — міський наказ громадського презирства, духовний притулок православної церкви в ім'я Всіх Святих і рада Євангелічної церкви. З 1841 року всі кладовища (за винятком ділянки Євангелічної церкви) було віддано в розпорядження міського наказу громадського презирства. Міська дума кілька разів виносила на свої засідання питання пов'язані з наведенням порядку на кладовищі — в 1840 році розглядалося питання «Про помічені заворушеннях на Одеському міському кладовищі», в 1862 році — «Про злодійство і пошкодженнях на одеських міських кладовищах», випадки великого злодійства розбиралися в 1862, 1866, 1868, 1869 роках — Одеський градоначальник вжив заходів «щодо усунення безчинств, вироблених на міських кладовищах».
У 1845 році за наказом одеського Градоначальника Дмитра Ахлестишева кладовище було розбито на правильні квадрати і був складений план цвинтаря. Алеї кладовища були вимощені щебенем і крупним піском, обсаджені деревами, причому 500 саджанців надійшли безоплатно з розплідника Жака-Луї Десцемета, який очолював Одеський ботанічний сад і вирощував на своєму хуторі рослинність для озеленення міста. Могили стали рити поквартально за заздалегідь складеним планом. У 1857 році містом був затверджений штат на управління міським кладовищем, а в 1865 році — затверджені правила відвідування кладовища приватними особами.
У 1865 році відбулися зміни в міському управлінні. Наказ громадського презирства був скасований і замінений Міським громадським управлінням. Кладовище перейшло до його відання. У 1873 році міські кладовища перейшли у відання Господарсько-будівельного відомства міської управи.

### Радянський період

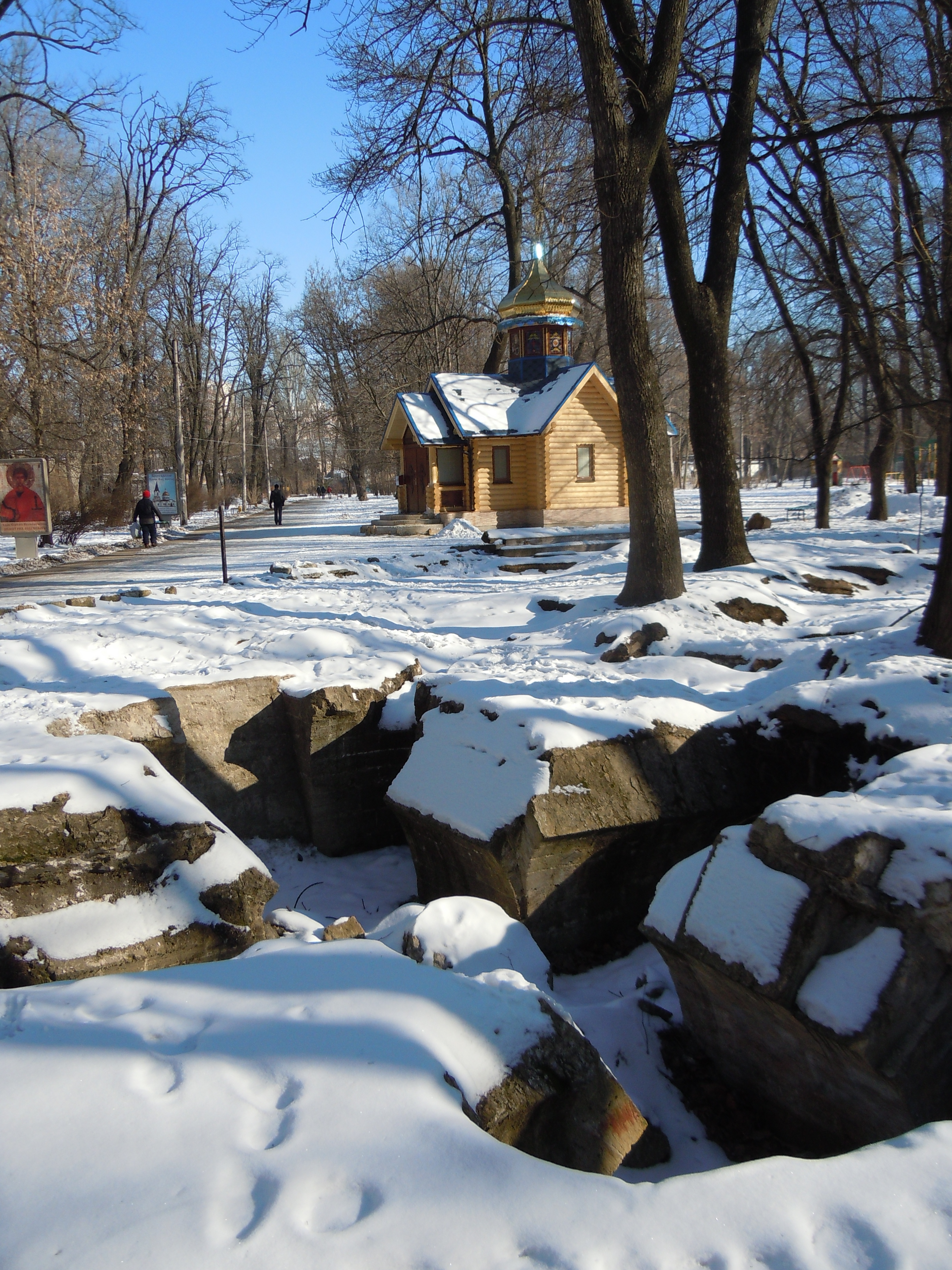
Руїни церкви Всіх Святих

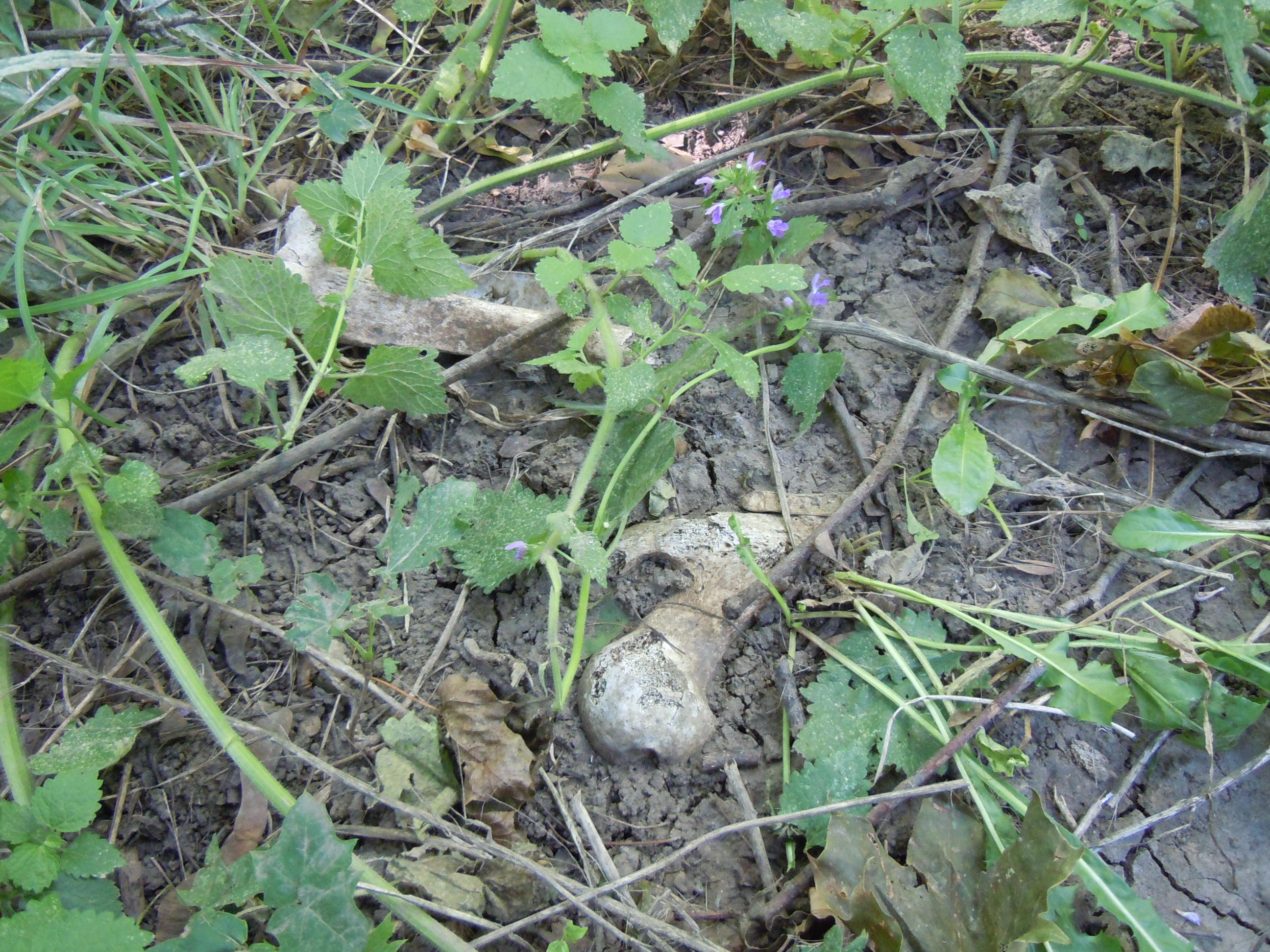
В траві часто можна знайти людські залишки

У 1920-х роках у зв'язку з приходом радянської влади цвинтар став приходити в запустіння через відсутність догляду, грабежі та цілеспрямоване руйнування. Кладовище знищувалося з 1929 по 1934 роки. За рішенням більшовицьких властей надгробки кладовища стали розбирати з метою утилізації та звільнення території для інших потреб, доступні поховання піддалися організованому пограбуванню. Цвинтарний храм Всіх Святих був закритий в 1934 році, а в 1935 році розібраний. В умовах життя радянського суспільства 1930-х років одесити не могли займатися перенесенням останків своїх родичів на інші кладовища; достовірно відомо лише про перенесення останків двох художників. Необхідно відзначити, що паралельно з руйнуванням кладовища на ньому робили нові поховання.

### Незалежна Україна

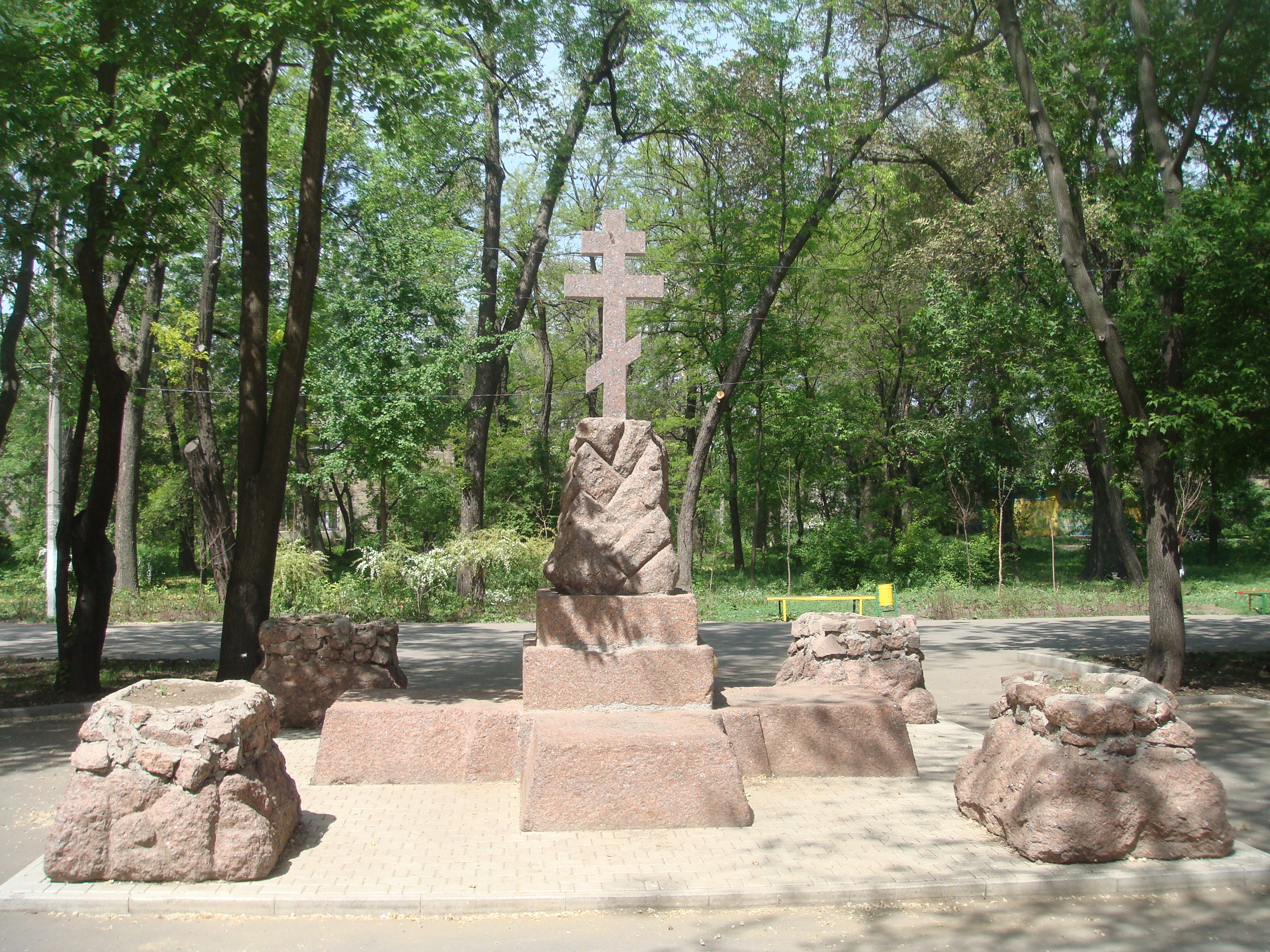
Відновлений пам'ятник Радецькому

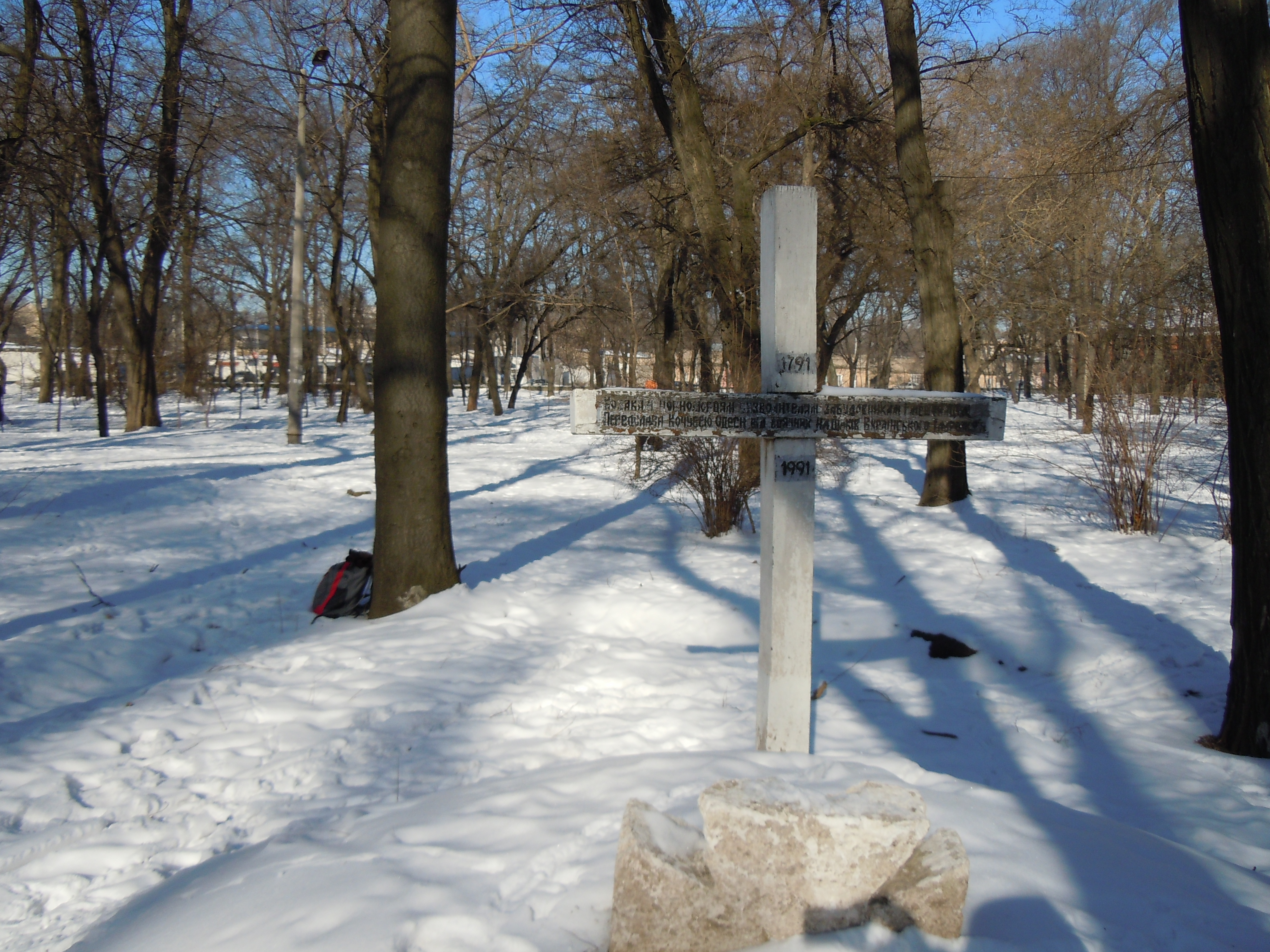
Відновлений пам'ятник Чорноморським козакам

Протягом останніх десятиліть цвинтар став об'єктом пильної уваги істориків-професіоналів, громадських організацій, журналістів і краєзнавців-аматорів. У дослідженнях взяв участь Інститут української археографії та джерелознавства імені Михайла Грушевського АН України, Одеська обласна організація Українського товариства охорони пам'яток історії та культури, були випущені спеціальні видання, опубліковано безліч статей. В результаті цих робіт в основному вивчена історія кладовища, стали відомі імена сотень найбільш чудових людей, похованих на ньому.
На території колишнього Старого кладовища на початку XXI століття розташовувалися Одеський зоопарк, хоздвор Одеського трамвайного депо і «історико-меморіальний парк „Преображенський“» — колишній «парк культури і відпочинку імені Ілліча» — перейменований так рішенням Одеського міськвиконкому в 1995 році, але залишився з усіма атрибутами «парку культури та відпочинку» — атракціонами, «дитячими майданчиками», закладами громадського харчування, кімнатою сміху та іншими подібними закладами. Громадськість Одеси називала подібне використання території колишнього цвинтаря «… актом вандалізму, наруги пам'яті про предків». Зазначалося, що це суперечить повазі «…до історії взагалі, до рідного міста, до своєї держави…» і суперечить законодавству України, прямо забороняє будь-яке будівництво на території кладовищ, нехай і колишніх, і приватизацію їх територій, а територія колишнього Старого кладовища ще в 1998 році була включена в список історичних пам'яток Одеси, на цій території не можна нічого розміщувати, крім меморіалів і парків.
Цілями створення «історико-меморіального парку» були названі організація релігійної, культурно-просвітницької та музейної діяльності «для недопущення в подальшому актів вандалізму, шанування пам'яті похованих на Старому цвинтарі засновників і перших жителів Одеси, героїв України та історичних подій, пов'язаних з ними, популяризації знань про видатних жителів нашого міста і держави, історії Одеси». Пропонувалося оформити територію парку(планування, благоустрій, озеленення), відтворити деякі зруйновані споруди (ворота, алеї, храм Всіх Святих), створити меморіальні споруди, проводити на території парку краєзнавчі дослідження та історико-меморіальні заходи, створити музей «Стара Одеса», в експозицію якого б увійшли експонати, що розповідають про історію міста та про долі його жителів, похованих на кладовищі.

## Поховані
На кладовищі було поховано багато історичних особистостей, серед них:

### Військові
- Федір Радецький — генерал
- Рібопьер — капітан англійського пароплава «Тигр»[3], сподвижник Суворова
- Микола Каменський — російський генерал від інфантерії
- Іван Сабанєєв — російський генерал від інфантерії

### Громадські діячі
- Фелікс де Рібас — брат Йосипа де Рібаса, подарував місту міський сад
- Микола Іванович Савич — громадський діяч і журналіст, член Кирило-Мефодієвського товариства, одеського археологічного товариства "Історії і старожитностей", радник Одеської міської ради та мировий суддя

### Науковці
- Олександр Кононович — український астроном;
- Дмитро Журавський — український статистик;
- Іван Бларамберг — одеський археолог голландського походження, дослідник класичних пам'яток Південної України й Криму;
- Семен Ярошенко — математик, одеський міський голова
- Брун Пилип Карлович — історик, почесний доктор
- Йосип Григорович Міхневич - український філософ, історик освіти, доктор філософських наук, член одеського товариства історії та старожитностей.

### Митці

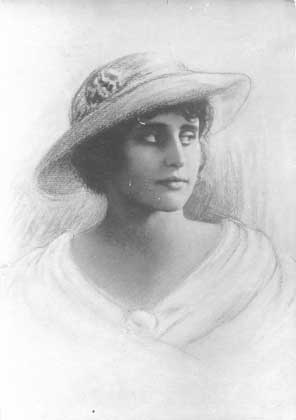
Віра Холодна

- Микола Бодаревський — український живописець
- Франческо Боффо — італійський архітектор(більшість одеських пам'яток збудовані саме Францом Карловичем)
- Віра Холодна — українська акторка німого кіно
- Віра Желіховська — російська письменниця
- Лев Влодек[13] — український архітектор польського походження

## Усіхсвятский храм
Храм було закладено ще у 1816 році і освячено 25 серпня 1820 року.

## Галерея

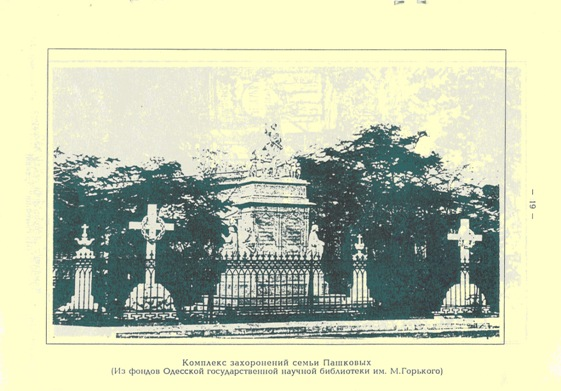
Могили сім'ї Пашкових
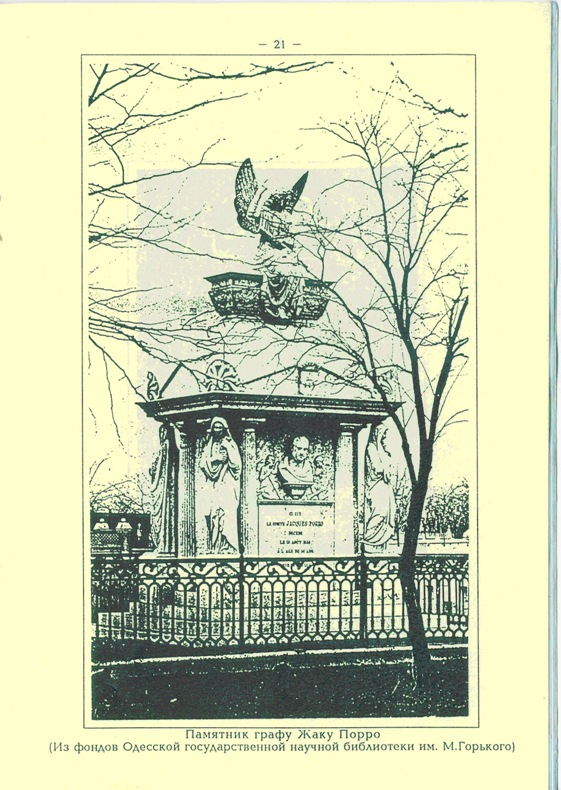
Пам'ятник графу Жаку Порро
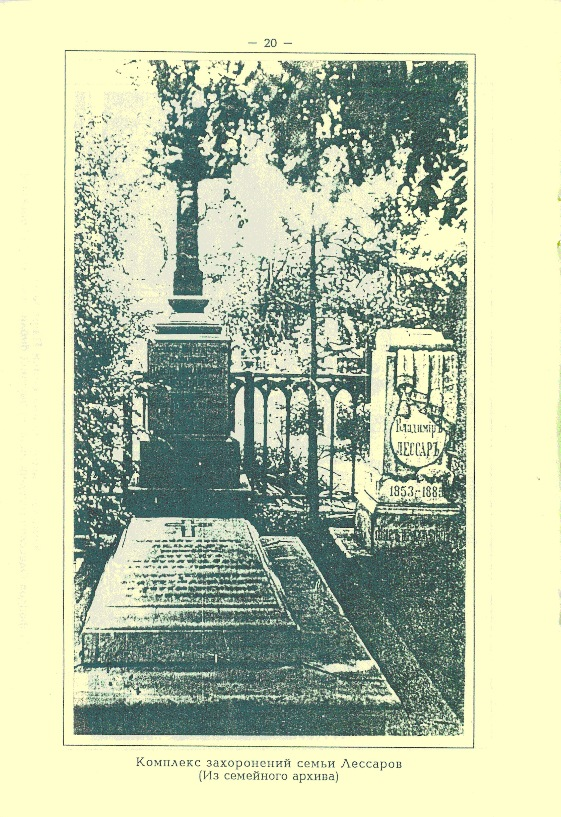
Могили сім'ї Лессарів
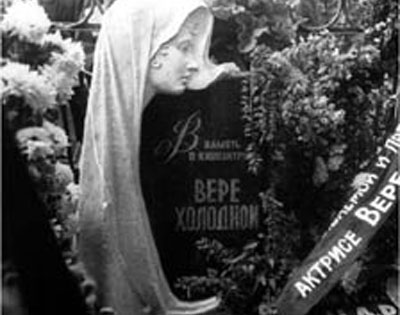
Пам'ятник Вірі Холодній
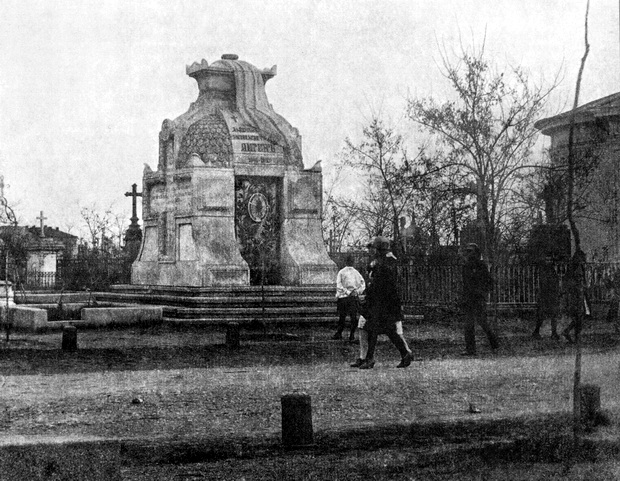
Пам'ятник на могилі Валеріана Миколайовича Лигіна

### Статті
- Калугін Г. . — Вечерняя Одесса, 8 червня 2006. — № 83 (8425).
- Шевчук О., Калугін Г. Спасти мемориал — защитить честь города. — Вечерняя Одесса, 14 серпня 2010. — № 118—119 (9249—9250).
- Калугін Г. Старое кладбище хранит самое драгоценное // Вечерняя Одесса : газета. — 21 травня 2011. — № 73—74 (9401—9402).
- Онькова В. Есть ли перспектива у мемориального комплекса в парке «Преображенский»?. — Вечерняя Одесса. — № 142—143 (9470—9471).
- Калугін Г. Проблемы старого кладбища решать сообща!. — Вечерняя Одесса, 22 грудня 2011. — № 193 (9521).
- Дукова Д. Парк «Преображенский»: перемена участи?. — Вечерняя Одесса, 23 лютого 2012. — № 27—28 (9553—9554).